# Dow Josef
Dow Josef (hebr.: דב יוסף, ang.: Dow Josef, ur. 27 maja 1899 w Montrealu, zm. 7 stycznia 1980 w Izraelu) – izraelski prawnik, polityk i mąż stanu. Członek Knesetu w latach 1949–1959 oraz minister w dziewięciu różnych rządach.

## Życiorys
Urodzony w Kanadzie skończył tam studia prawnicze. W 1918 wyemigrował do Palestyny. Był działaczem ruchu syjonistycznego i członkiem zarządu Agencji Żydowskiej. W latach 1948–1949 był wojskowym gubernatorem Jerozolimy, następnie od 1949 do 1959 roku był posłem do trzech pierwszych kadencji Knesetu z listy Mapai.
Minister sprawiedliwości w latach 1951–1952 oraz ponownie od 1961 do 1966, minister rolnictwa (1949–1950), minister zaopatrzenia (1949–1950), minister transportu (1950–1951), minister przemysłu, handlu i pracy (1951–1952) oraz minister rozwoju (1953–1955).
Po 1966 nie pełnił już funkcji publicznych. Zmarł w 1980 roku.

## Bibliografia

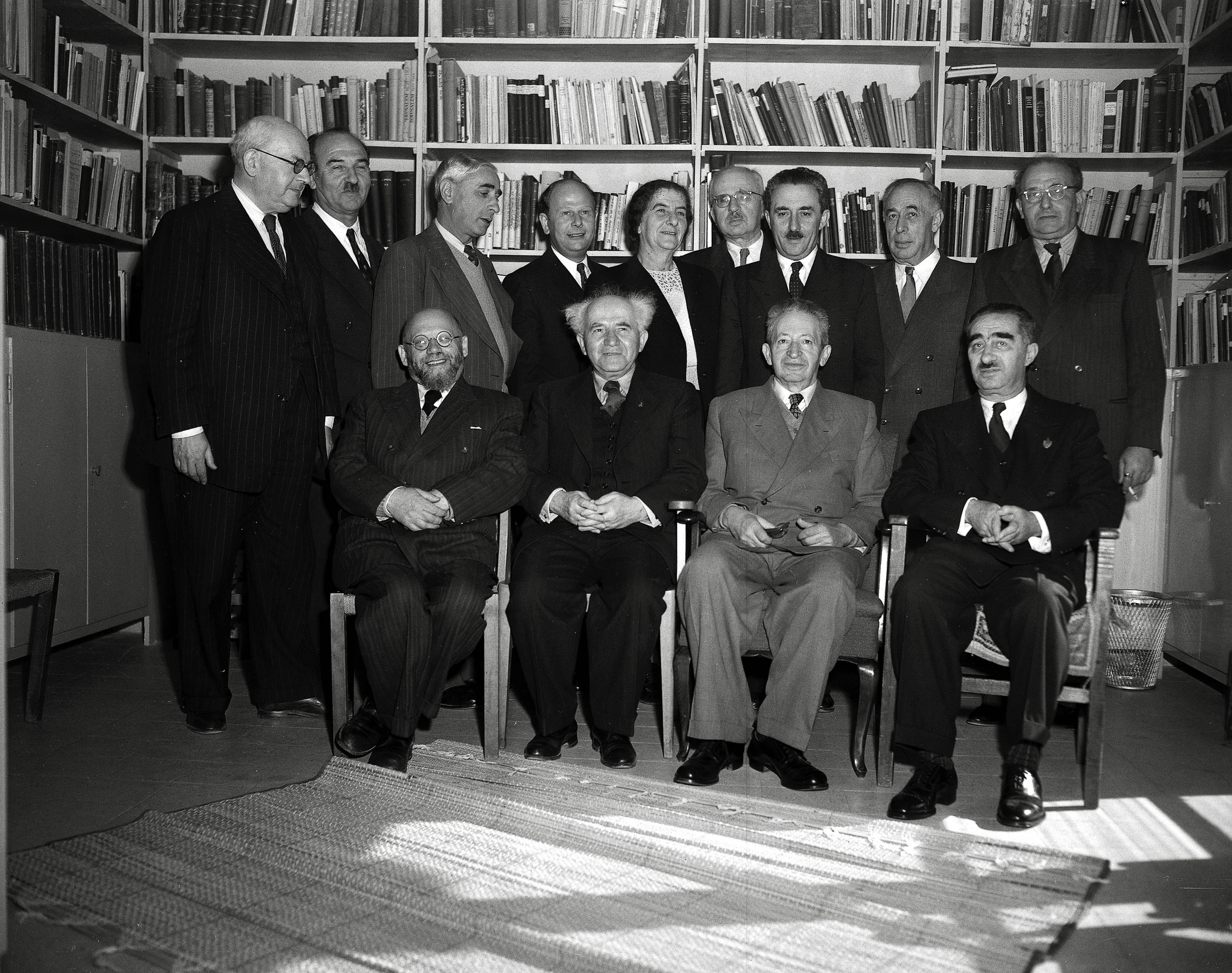
Czwarty rząd Izraela. Dow Josef siedzi pierwszy z prawej.